# Antiblemma andersoni
Antiblemma andersoni là một loài bướm đêm trong họ Erebidae.